# Порта Сан Джовани
Порта Сан Джовани (на латински: Porta San Giovanni) е врата в Стената на Аврелиан в Рим.
Наименувана е на близката базилика „Сан Джовани ин Латерано“. От портата Сан Джовани започва Виа Апия Нуова.
Построена е по нареждане на папа Григорий XIII от архиект Джакомо и е осветена през 1574 г. След отварянето ѝ съседната Порта Асинария е затворена.